# Union sportive de Yamoussoukro
L'US Yamoussoukro est un club de football ivoirien basé à Yamoussoukro, au centre de la Côte d'Ivoire.  Le club est actuellement[Quand ?] en Championnat de Côte d'Ivoire de football, division régionale.